# Robinson R44

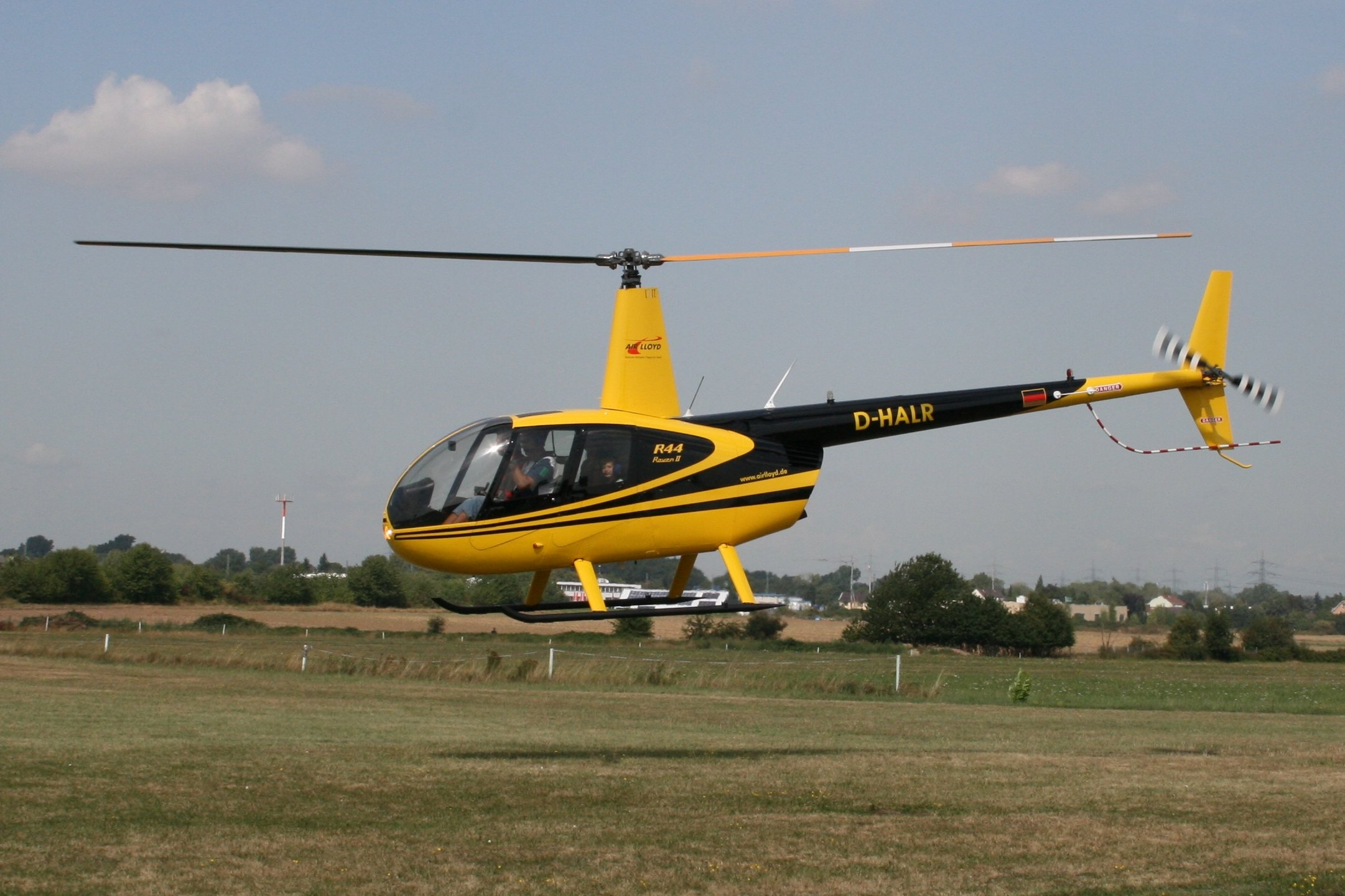
Robinson R44

Die Robinson R44 ist ein viersitziger, einmotoriger Helikopter mit Kolbenmotor des US-amerikanischen Unternehmens Robinson Helicopter Company.

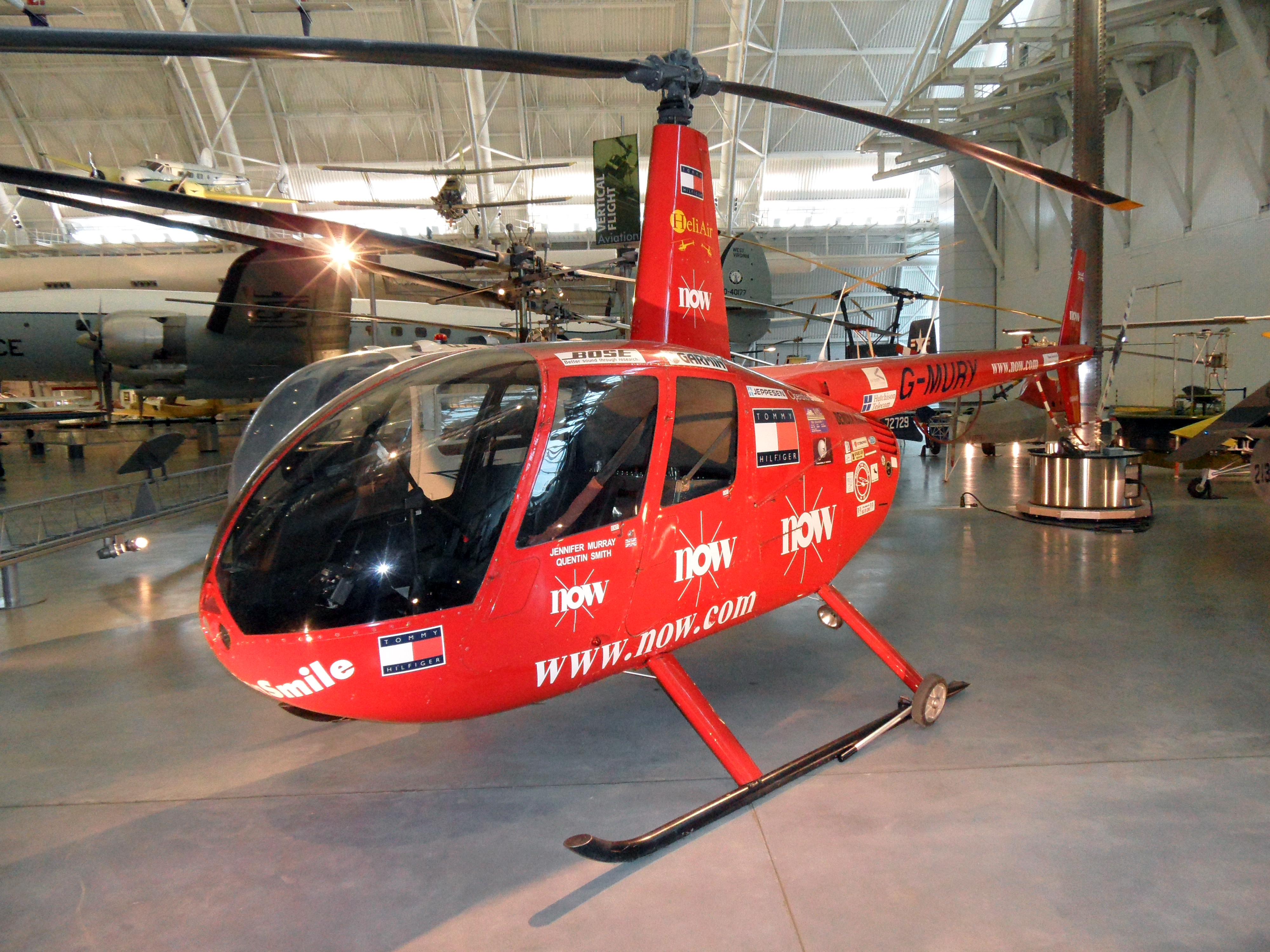
Robinson R44 im Boeing Aviation Hangar

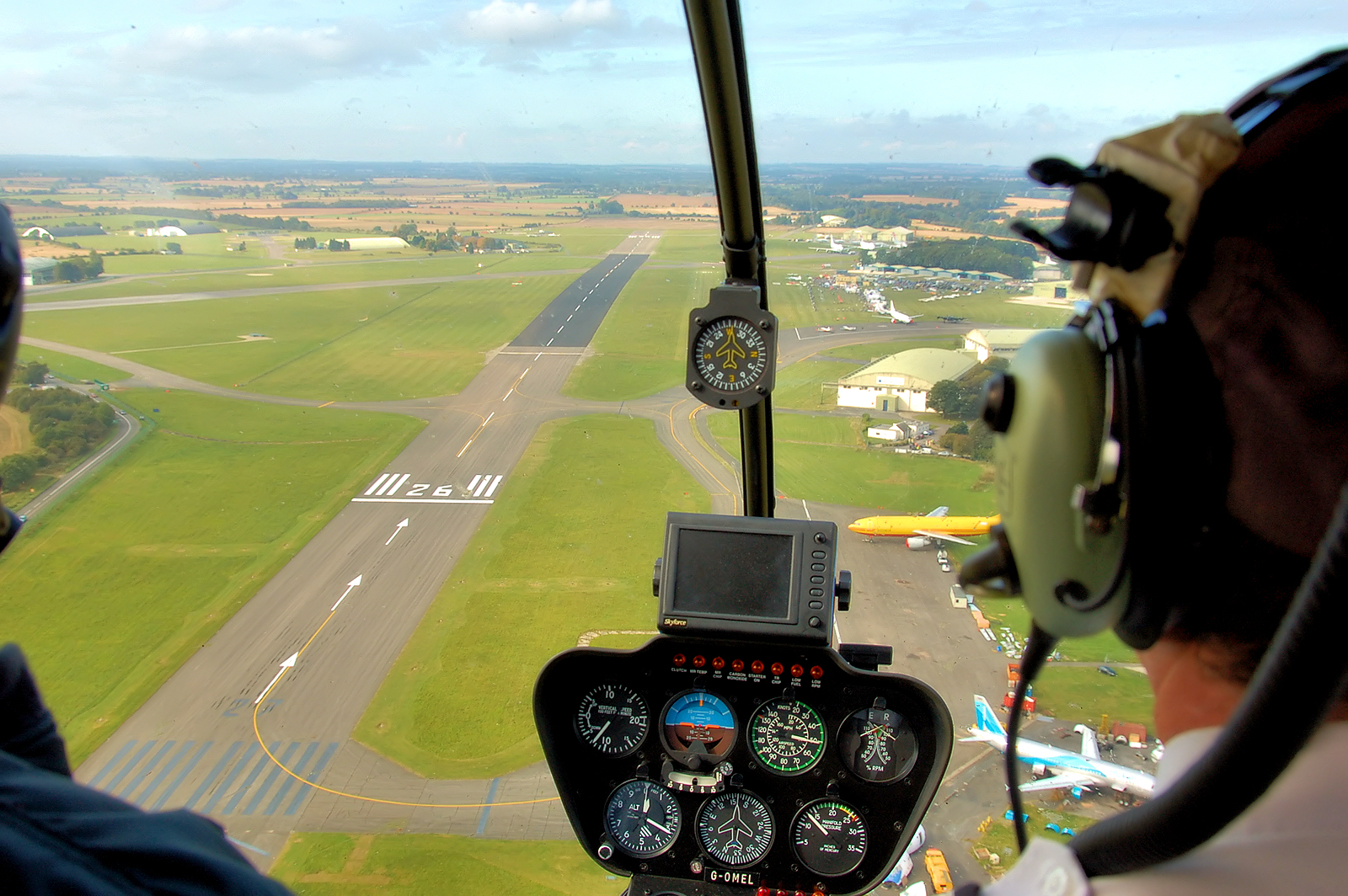
Blick aus einem R44-Astro-Cockpit

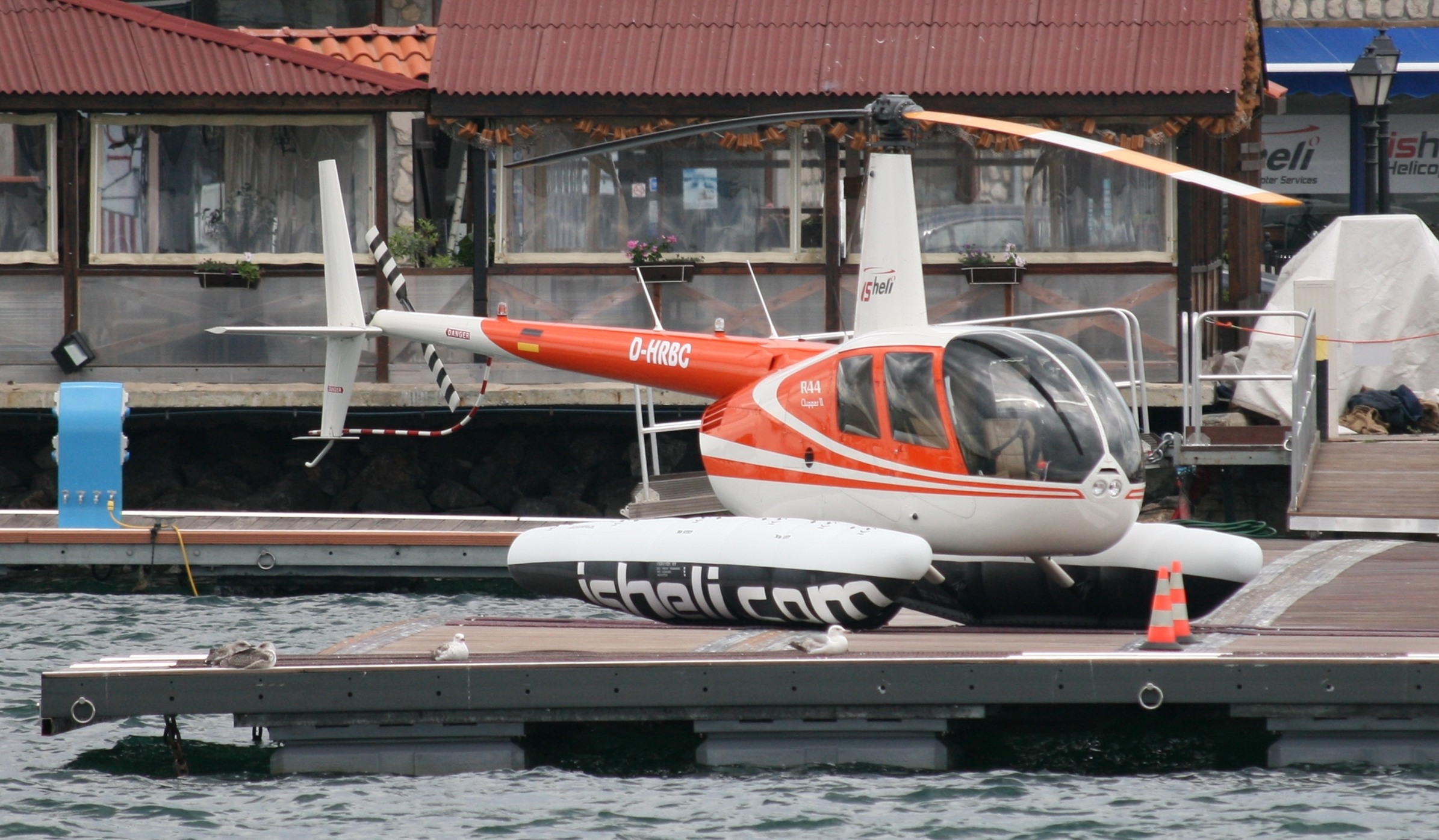
Robinson R44 mit Schwimmern

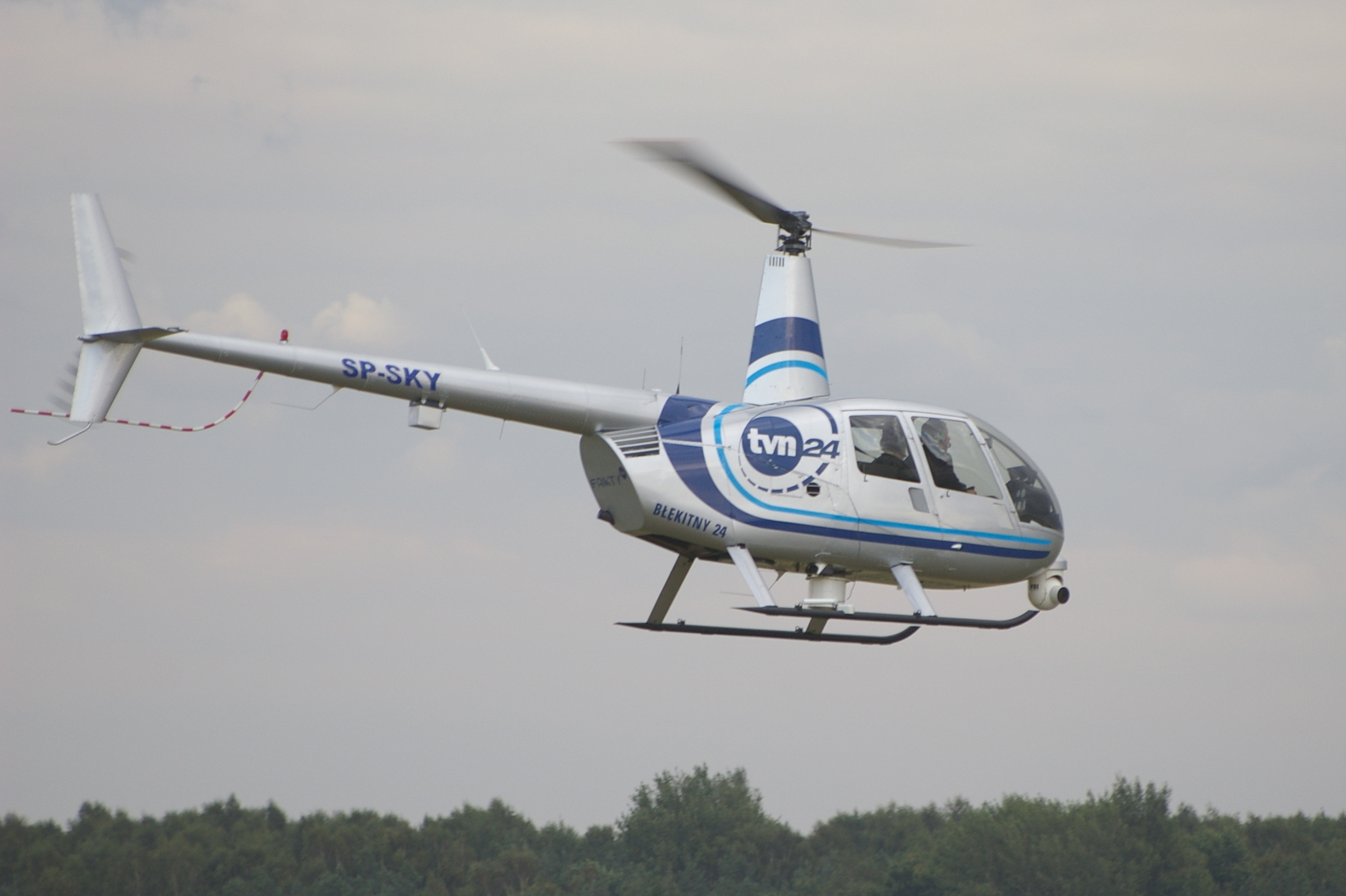
Robinson R44 des Nachrichtensenders TVN24

## Allgemein
Er ist die etwas größere Variante des Robinson R22 und kann vier Personen befördern. Ausgerüstet ist er mit einem Sechszylinder-Boxermotor von Lycoming. Seine TBO (= Time Between Overhaul) für Triebwerk, Zelle und wichtige mechanische Komponenten ist mit 2200 Stunden angegeben. Eine leistungsfähigere Variante mit Antrieb durch eine Wellenturbine anstelle des Kolbenmotors trägt die Bezeichnung Robinson R66.

### Versionen
Von der R44 werden folgende Versionen angeboten:
- Astro, Ursprungsversion ohne hydraulische Unterstützung
- Raven I (Vergasermotor)
- Raven II (Einspritzmotor)
- davon jeweils eine Clipper-Variante mit Sonderausstattung für See-Einsätze (wie Schwimmer und verbesserter Korrosionsschutz)
- Cadet (ab 2016), zweisitzige Version mit verbesserten Flugeigenschaften, basierend auf der Raven I

## Zwischenfälle
Mitte der 1990er Jahre häuften sich Abstürze mit Leichthubschraubern der technisch verwandten Typen Robinson R22 und R44, bei denen der Hauptrotor mit dem Rumpf oder dem Heckausleger kollidierte. Das Luftfahrt-Bundesamt (LBA) empfahl daraufhin neben anderen Maßnahmen die Einstellung des Flugbetriebs mit diesem Hubschraubertyp. Die Empfehlung wurde aufgrund eigener Erwägungen des LBA jedoch nicht umgesetzt, da geänderte technische Anweisungen die Gefahr des unfallursächlichen Rotor-Rumpf-Kontaktes weit genug herabsetzen konnten.
Ein prominentes Opfer eines Absturzes wurde am 21. Oktober 2019 der ukrainische Politiker Taras Kutowyj. Beim Absturz seines Robinson R44 auf dem Flug von Kiew in die Oblast Poltawa kam er beim Dorf Tarassenkowe (Тарасенкове, Rajon Orschyzja) ums Leben.
Am 17. Oktober 2021 stürzte ein R44 in einen Wald bei Buchen (Baden-Württemberg). Bei dem durch Mast-Bumping (Beschädigung der Hauptrotorwelle durch zu große Auslenkung der zentralen Blatthalterwippe) verursachten Unglück kamen alle drei Insassen ums Leben, unter anderem der Mitgründer des Startups Augustus Intelligence, Wolfgang Haupt.
Am 20. Oktober 2024 kollidierte eine R44 mit einem unbeleuchteten Funkturm in Houston (Texas). Dabei kamen vier Personen an Bord ums Leben.
Am 18. Mai 2025 kollidierten zwei Robinson R44 in Finnland bei Eura in der Luft. Sie kamen aus dem estnischen Tallinn und wollten zu einem Luftfahrtevent auf einem kleinen Flugplatz bei Eura. Offenbar kamen die fünf Insassen ums Leben.

## Technische Daten
| Kenngröße                                                                                | Daten                                                            |
| ---------------------------------------------------------------------------------------- | ---------------------------------------------------------------- |
| Besatzung                                                                                | 1                                                                |
| Passagiere                                                                               | 3                                                                |
| Länge (Rumpf)                                                                            | 8,97 m                                                           |
| Durchmesser des Hauptrotors                                                              | 396 in (10 m)                                                    |
| Rotorblatttiefe innen                                                                    | 10,6 in (269 mm)                                                 |
| Rotorblatttiefe außen                                                                    | 10 in (254 mm)                                                   |
| Rotorblattverwindung                                                                     | −6°                                                              |
| Höhe (Rumpf)                                                                             | 3,02 m                                                           |
| max. Geschwindigkeit der Blattspitzen (bei 102 % Motordrehzahl; entsprechend 2718 min−1) | 214,88 m/s (705 ft/s)                                            |
| Leermasse                                                                                | 1.506 lb (683 kg)                                                |
| max. Startmasse                                                                          | 2.400 lb (1.089 kg)                                              |
| Tankinhalt Benzin AvGas 100 LL Haupttank (ohne/mit Blasentank)                           | 120 l (31,6 Gallonen) / 115 l (30,5 Gal)                         |
| Tankinhalt Zusatztank (ohne/mit Blasentank)                                              | 70 l (18,5 Gal) / 65 l (17,2 Gal)                                |
| Höchstgeschwindigkeit (bis 998 kg TOW ohne Floats)                                       | 240 km/h                                                         |
| Reisegeschwindigkeit                                                                     | 210 km/h                                                         |
| Reichweite                                                                               | 644 km                                                           |
| max. zulässige Flughöhe                                                                  | 4270 m (14000 ft)                                                |
| Steigrate, ISA, bei max. Startmasse                                                      | 5,1 m/s (1000 ft/min)                                            |
| max. Schwebeflughöhe IGE, ISA, bei max. Startgewicht                                     | 2730 m (8950 ft)                                                 |
| max. Schwebeflughöhe OGE, ISA, bei max. Startgewicht                                     | 1370 m (4500 ft)                                                 |
| Triebwerk                                                                                | 1 × Lycoming O-540-F1B5 (1 × Lycoming IO-540-AE1E5 für Raven II) |
| Basispreis 2007 (ohne Transport, MwSt. etc.)                                             | 310.000 €                                                        |

Der Antrieb erfolgt vom Motor über vier doppelte Keilriemen mit einer Untersetzung von 0,778:1 zum Getriebe. Dieses untersetzt mittels Kegelzahnrädern den Hauptrotor im Verhältnis von 11:57 und übersetzt den Ausgleichsrotor im Verhältnis von 31:27.

## Vergleichbare Hubschraubertypen
- Brantly 305

## Galerie

Rundgang um die Robinson R44 Raven I
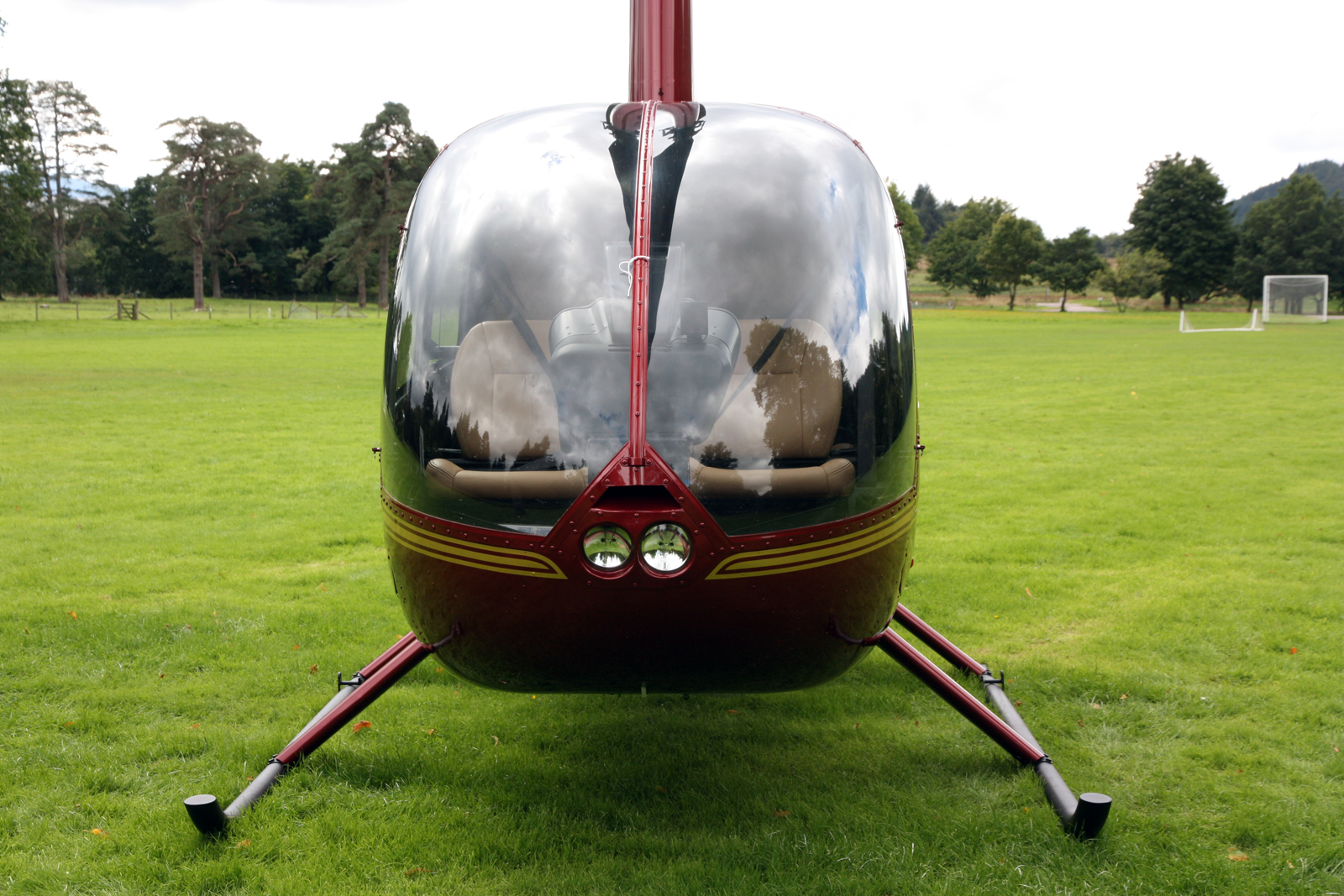
Vorderseite
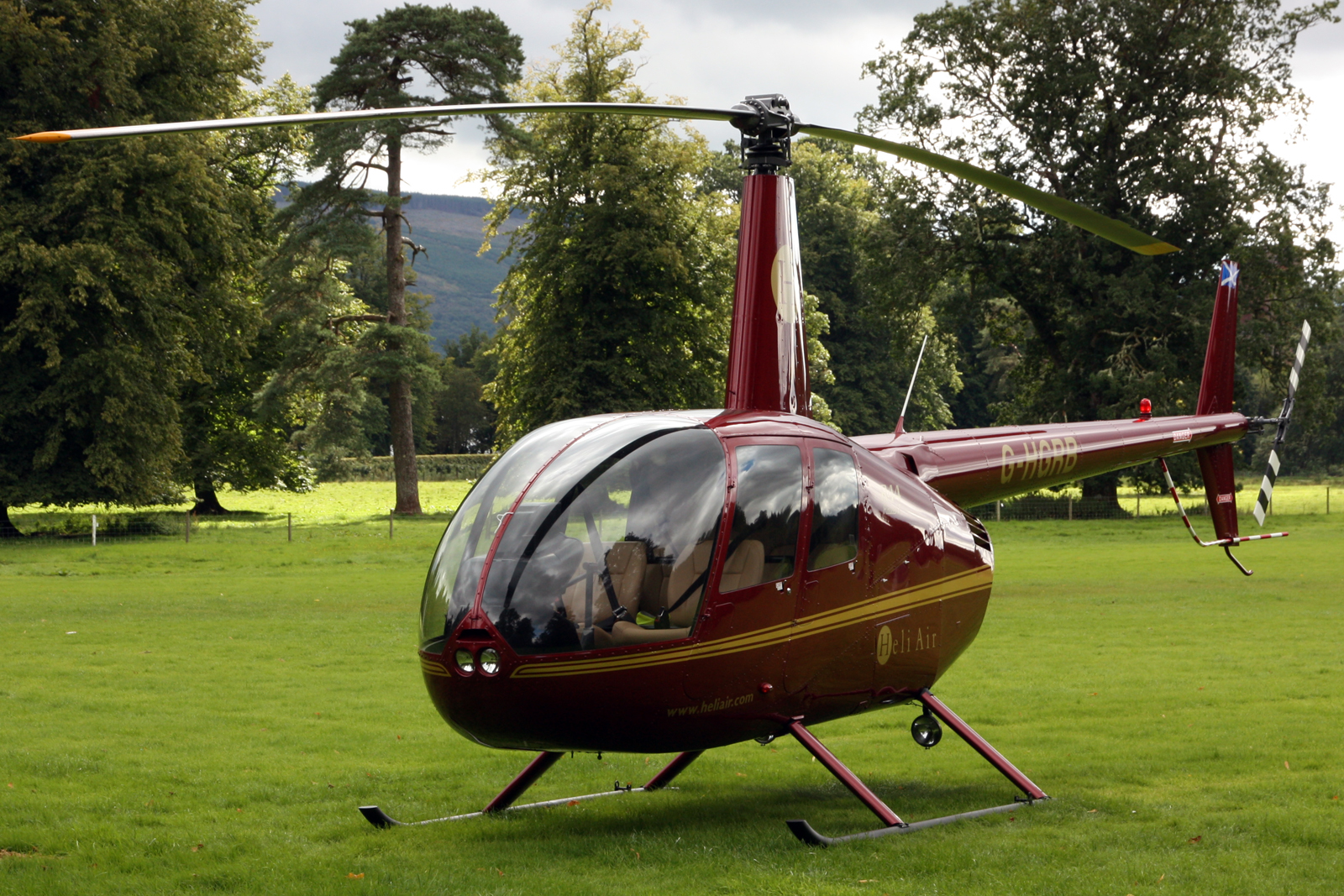
Links vorne
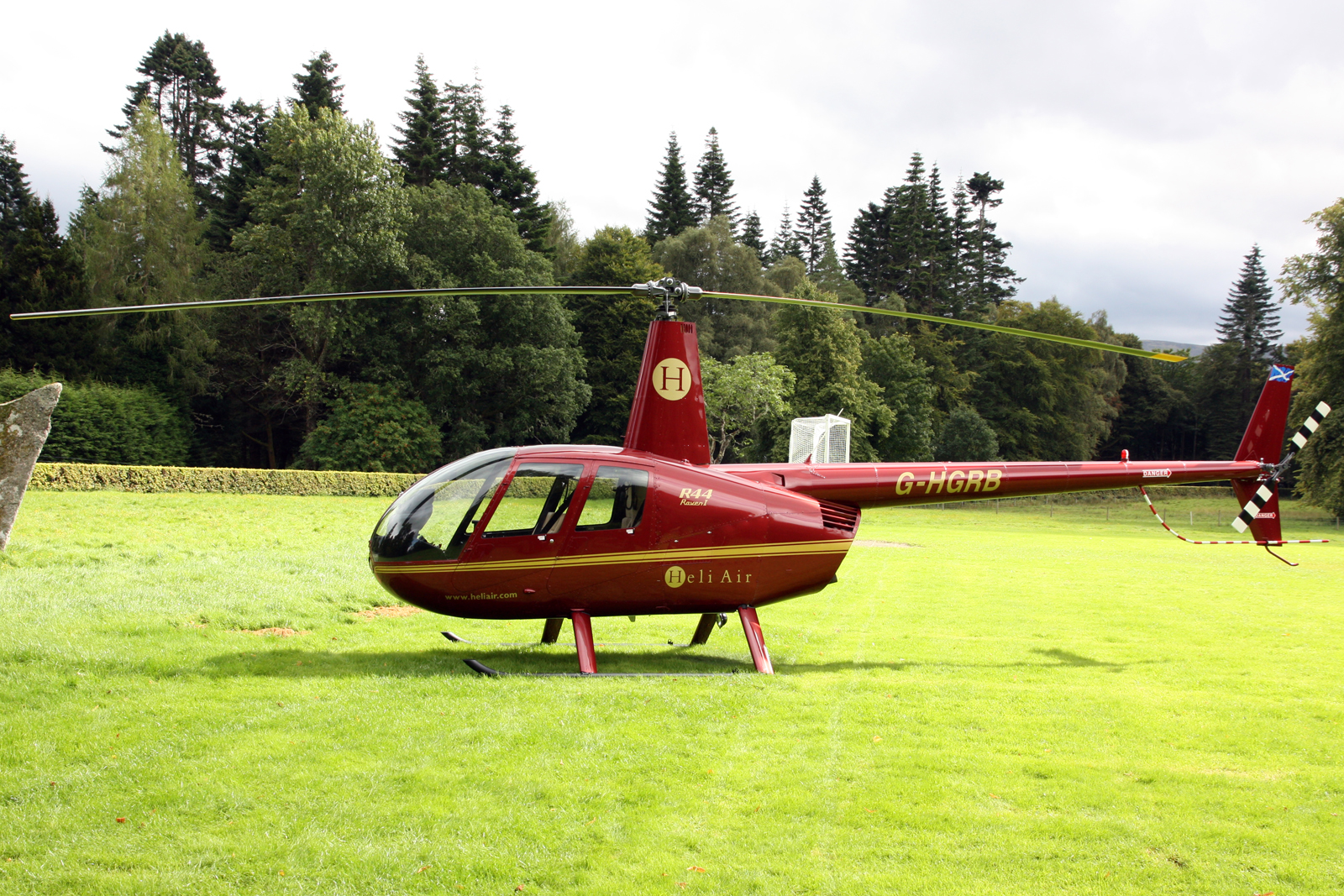
Linke Seite
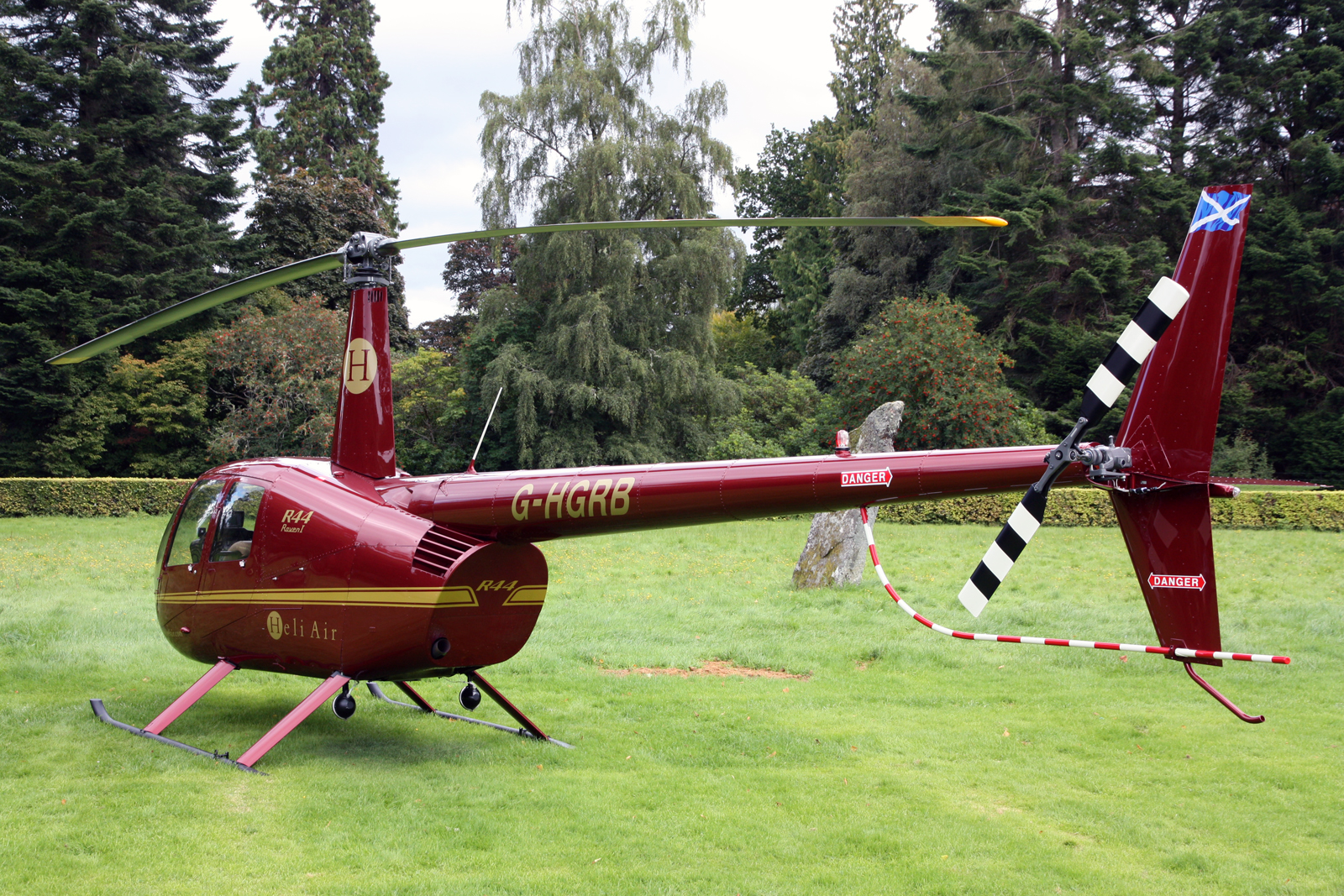
Links hinten
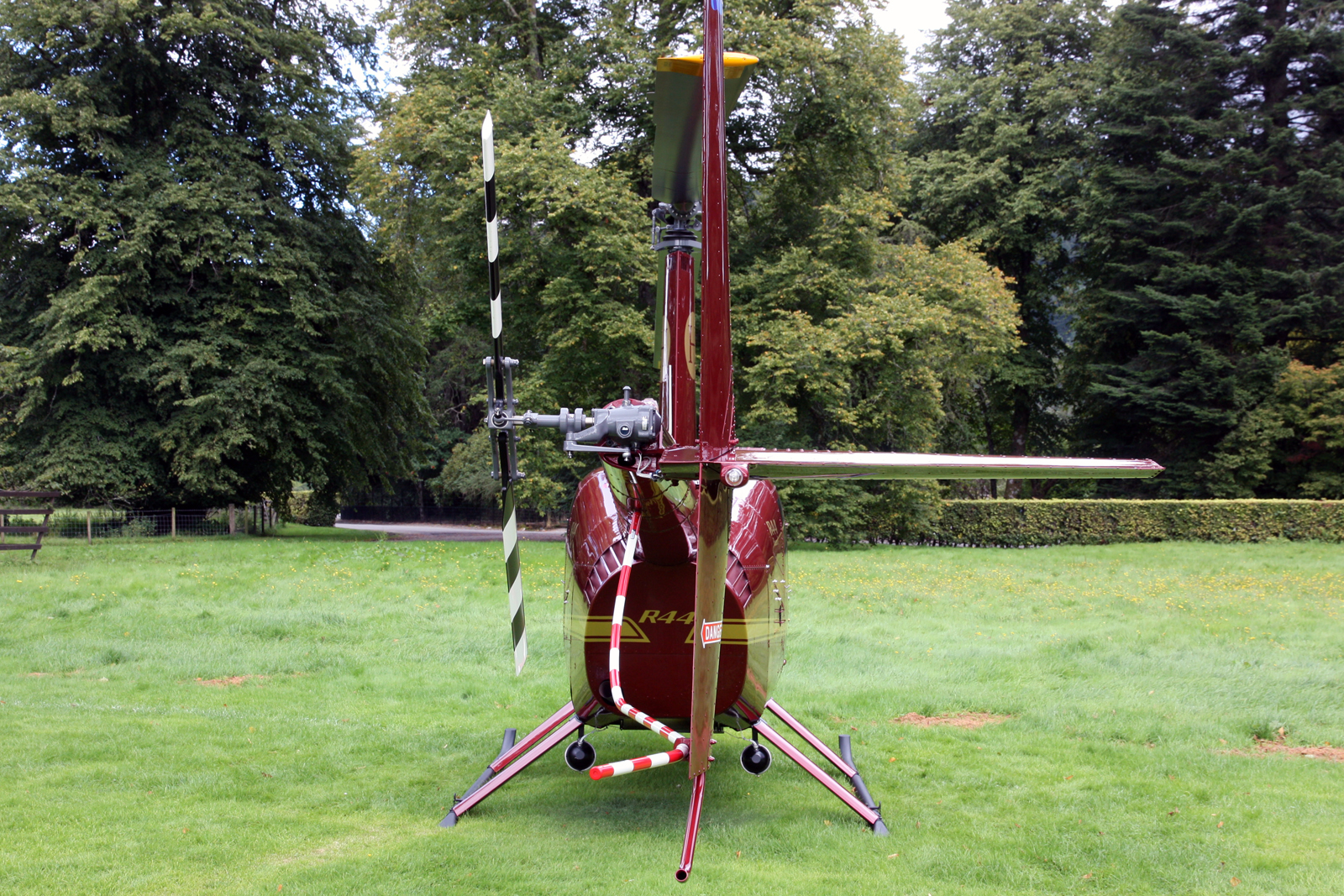
Rückseite
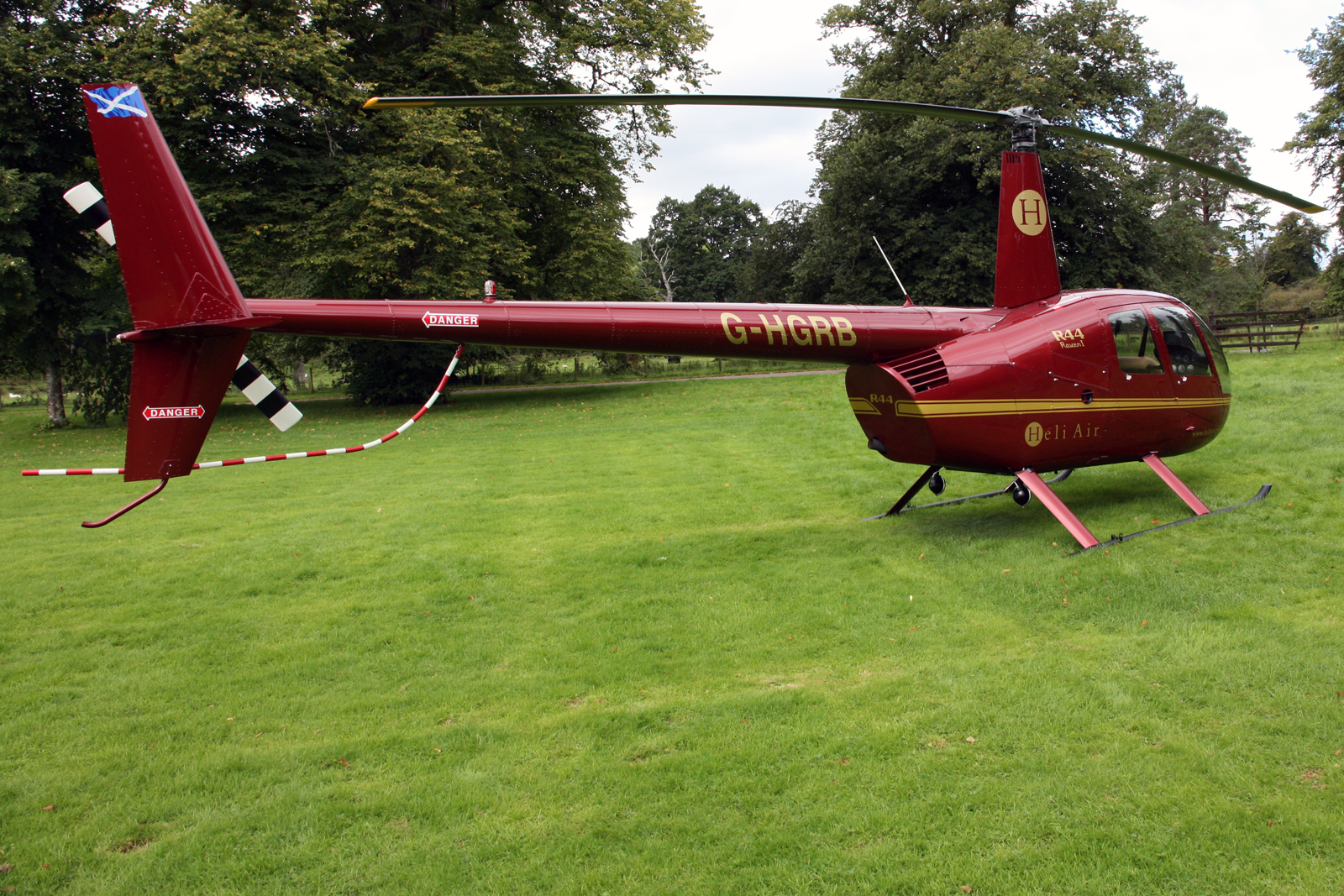
Rechts hinten
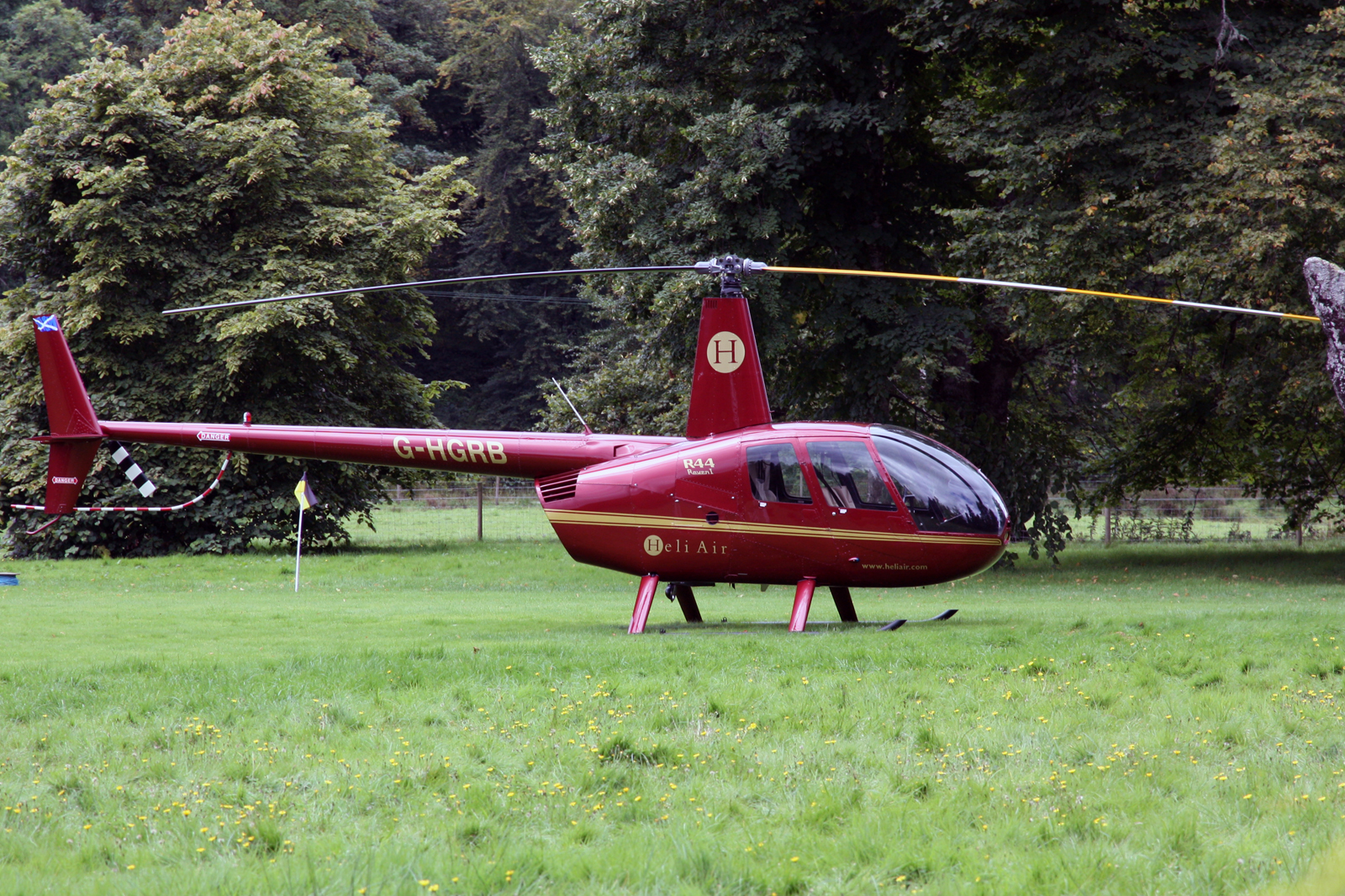
Rechte Seite
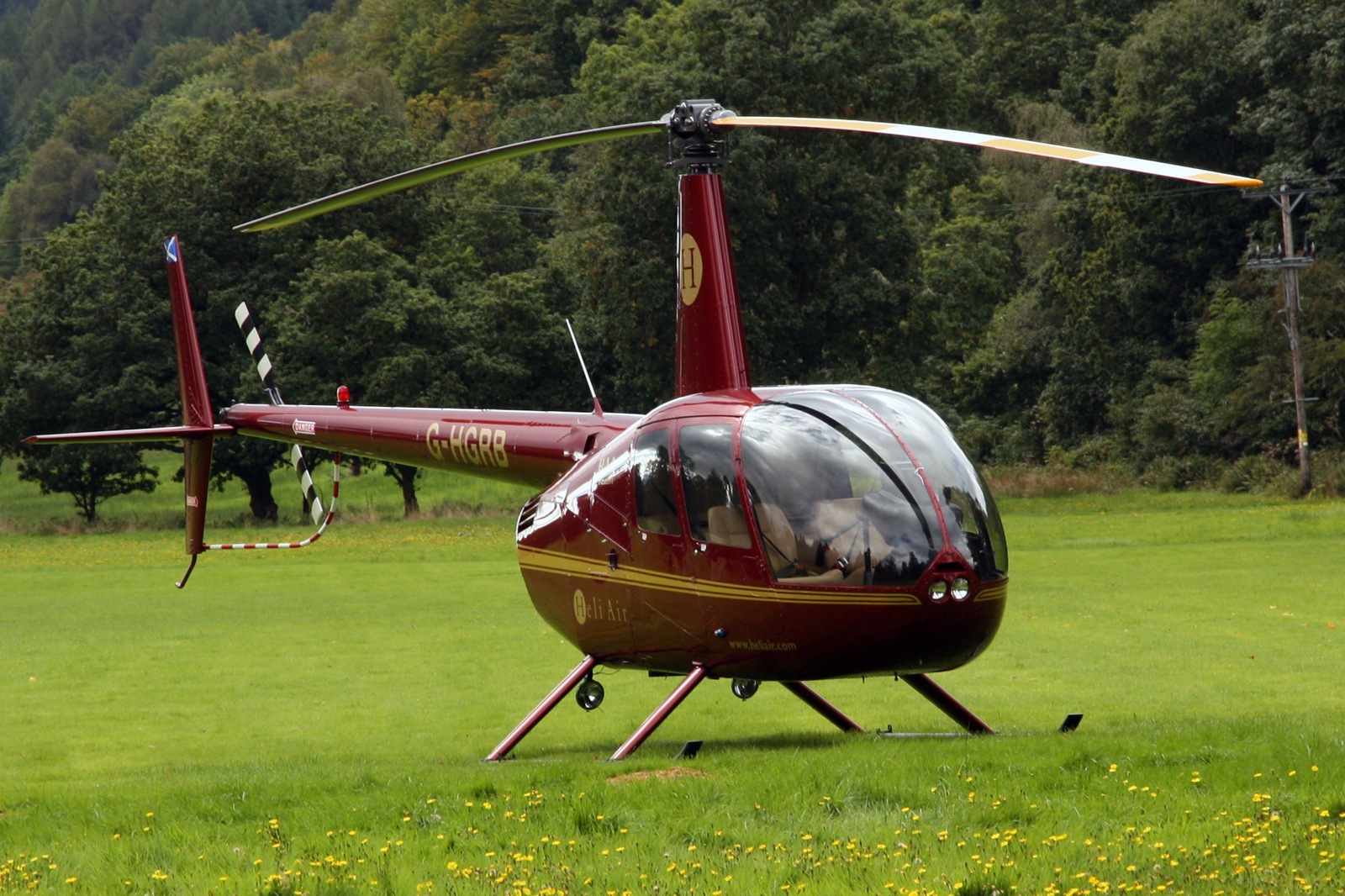
Rechts vorne
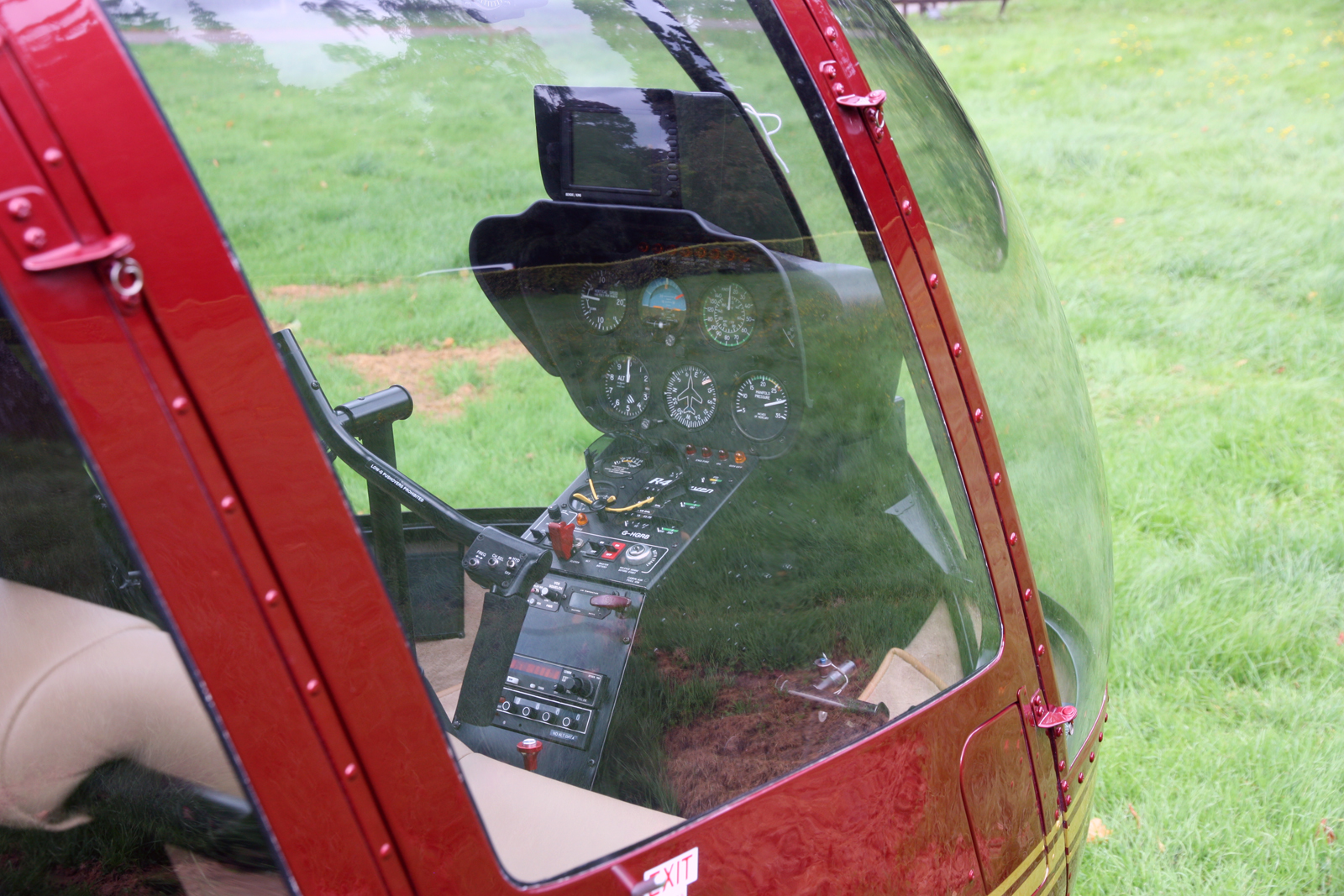
Instrumentenbrett
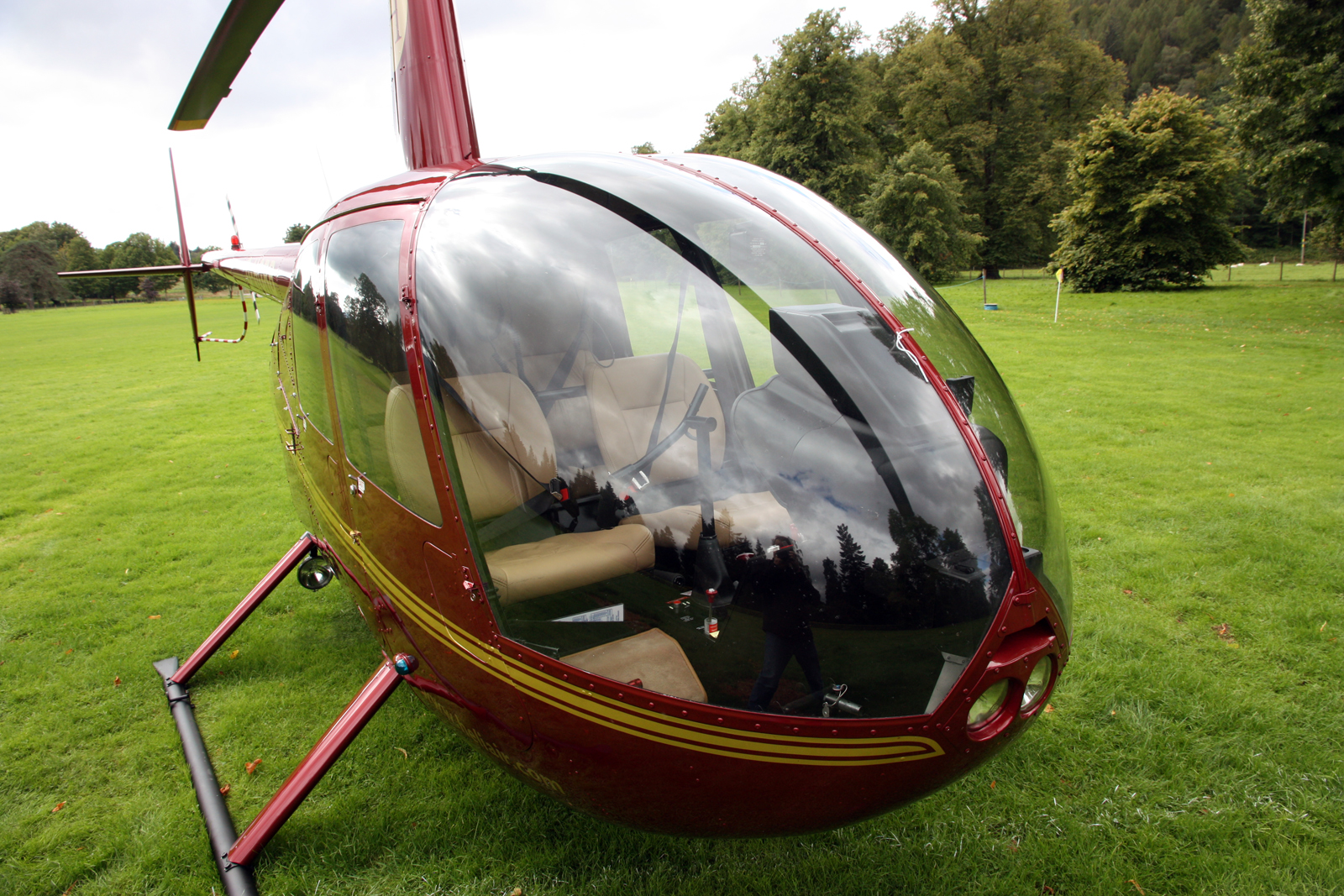
Cockpit-Nahaufnahme